# Anastrepha fischeri
Anastrepha fischeri är en tvåvingeart som beskrevs av Lima 1934. Anastrepha fischeri ingår i släktet Anastrepha och familjen borrflugor. Inga underarter finns listade i Catalogue of Life.